# Belmonte kommun, Santa Catarina
Belmonte är en kommun i Brasilien.   Den ligger i delstaten Santa Catarina, i den södra delen av landet, 1 400 km söder om huvudstaden Brasília. Antalet invånare är 2 635.
Omgivningarna runt Belmonte är en mosaik av jordbruksmark och naturlig växtlighet. Runt Belmonte är det ganska glesbefolkat, med 31 invånare per kvadratkilometer.